# Eschweilera sclerophylla
Espèce
Statut de conservation UICN

 VU B1+2c : Vulnérable
Eschweilera sclerophylla est une espèce de plantes à fleurs de la famille des Lecythidaceae.

## Publication originale
- Fieldiana, Botany 27(2): 92, f. 4. 1951.